# Артамонов, Степан Васильевич
Степа́н Васи́льевич Артамо́нов (1900—1944) — старшина Рабоче-крестьянской Красной Армии, участник Гражданской и Великой Отечественной войн, Герой Советского Союза (1943).

## Биография
Родился 23 декабря 1900 года в деревне Введенка Моршанского уезда (ныне — Пичаевский район Тамбовской области) в рабочей семье. Русский. Участвовал в Гражданской войне, был пулемётчиком. По одним данным, вступил в ВКП(б) в 1918 году, затем в 1943 году. Проживал и работал в Царицыне, работал на заводе «Баррикады», затем на заводе «Красный Октябрь». В 1930-е годы участвовал в коллективизации в числе «стотысячников» в Астраханской и Сталинградской областях, после чего вернулся на завод «Красный Октябрь», где работал плотником.
10 января 1942 года был призван на службу в Рабоче-крестьянскую Красную Армию Краснооктябрьским районным военным комиссариатом города Сталинграда. С того же года — на фронтах Великой Отечественной войны. Участвовал в боях на Юго-Западном, Брянском, Центральном, 1-м Украинском фронтах. В ноябре 1942 года участвовал в контрнаступлении под Сталинградом в районе Серафимовича. В июле-августе 1943 года участвовал в Курской битве. 16 июля 1943 года был ранен. В августе-сентябре 1943 года участвовал в Черниговско-Припятской операции, освобождении Украины, форсировании Десны, Днепра и Припяти. В сентябре 1943 года он был награждён медалью «За отвагу» за то, что под городом Конотоп расчёт под его командованием уничтожил до 25 немецких солдат и офицеров.
Старший сержант Артамонов к 24 сентября 1943 года командовал пулемётным расчётом 151-го стрелкового полка 8-й стрелковой дивизии 13-й армии Центрального фронта. Отличился во время битвы за Днепр. 24 сентября 1943 года организовал переправу через Днепр, участвовал в изготовлении переправочных средств. Несмотря на массированную бомбардировку авиацией противника, сумел обеспечить переправу своего батальона без потерь личного состава, лошадей и матчасти.
Указом Президиума Верховного Совета СССР от 16 октября 1943 года за «отвагу и мужество, проявленные при форсировании Днепра» гвардии старший сержант Степан Артамонов был удостоен высокого звания Героя Советского Союза с вручением ордена Ленина и медали «Золотая Звезда» за номером 2052.
Участвовал в Киевской, Житомирско-Бердичевской, Ровно-Луцкой, Проскуровско-Черновицкой операциях. Старшина Артамонов погиб в бою в районе города Коломыя Ивано-Франковской области, и был похоронен в братской могиле в городе Коломыя.
В честь Артамонова названы улица в Коломые и школа № 2 этого города. В честь Артамонова также установлена мемориальная доска на заводе «Красный Октябрь» в Волгограде, а его имя было занесено на почётную доску мемориального комплекса Героев Советского Союза — уроженцев Тамбовской области в Тамбове.